# Drepanosticta barbatula
Drepanosticta barbatula – gatunek ważki z rodziny Platystictidae.